# Стефанія Гурська
Стефанія Гурська (пол. Stefania Górska-Zadrozińska; (6 січня 1907 , Варшава  — 3 серпня 1986 , Варшава ) — польська актриса театру та кіно, композитор, співачка і танцівниця, народилася у Варшаві. Дружина актора Вацлава Задрозінського (Боруха, 1909—1942).

## Життєпис
У 1928 році Стефанія Гурська закінчила школу танцю та сцени Тетяни Висоцької і дебютувала як співачка і танцівниця (Tacjan Girls) у театрі Qui Pro Quo в ревю Ja lubię podglądać (Я люблю підглядати). Пізніше вона співала у складі тріо (з Іреною Рожинською та Зофією Терне) у варшавських кабаре-ревю та театрах, таких як Banda, Cyrulik Warszawski, Morskie Oko та Hollywood. У 1930 році її пісня Nasza Jest Noc на слова Юліана Тувіма стала хітом, яку співав Chór Dana в ревю Maj za pasem. Деякі з інших її пісень були Dziewczynka z zapałkami, Głos z daleka та Rozstanie (усі на слова Юліана Тувіма, Kobieta anioł (слова Єжи Юрандота), Niech nikt o tym nie wie (вона написала слова), Żoneczka (слова В. Бонінський). У співавторстві з Генриком Варсом вона написала хіт Евгеніуша Бодо Sex Appeal («Сексуальна привабливість») на слова Людвіка Старського.
Як співачка випустила хіти Bubliczki (Г. Богомазов, Анджей Власт), Czy pani Marta jest grzechu warta (Ф. Раймонд), Dla ciebie zrobię wszystko, Gdy zobaczysz ciotkę mą ( Рудольф Нельсон, Анджей Айпіт) дует з Анджеєм Богуцьким) та Ukradła mi szantrapa.
Вона знялася у фільмі 1933 року «Забавка» (Іграшка) і знялася в наступних фільмах: Papa się żeni (Тато одружується), Córka generalała Pankratowa (Дочка генерала Панкратова), а також післявоєнних фільмах Inspekcja pana Anatola (Пан Анатоль) та Інспекція Cafe pod Minogą (Кафе в Minoga).
У 1948 році Стефанія Гурська почала працювати у варшавському театрі Syrena і виступала з концертами. У 1974 році виступила на фестивалі Hagaw Old Jazz Meeting. Померла у Варшаві.

## Вибрана фільмографія
- 1933 — Іграшка / Zabawka
- 1934 — Дочка генерала Панкратова / Córka generała Pankratowa
- 1935 — Антек-поліцмейстер / Antek Policmajster
- 1936 — Папа одружується / Papa się żeni
- 1937 — Парад Варшави / Parada Warszawy
- 1939 — Про що не говорять / O czym się nie mówi…
- 1959 — Кафе «Мінога» / Cafe pod Minogą
- 1959 — Інспекція пана Анатоля / Inspekcja pana Anatola
- 1960 — Ціна одного злочину (Сучасна історія) / Historia współczesna

## Нагороди
- Хрест Заслуги (1956)
- Лицарський хрест Ордена Відродження Польщі(1965)
- Офіцерський хрест Ордена Відродження Польщі (1974)
- Заслужений діяч культури Польщі (1984)